# クロッカー島

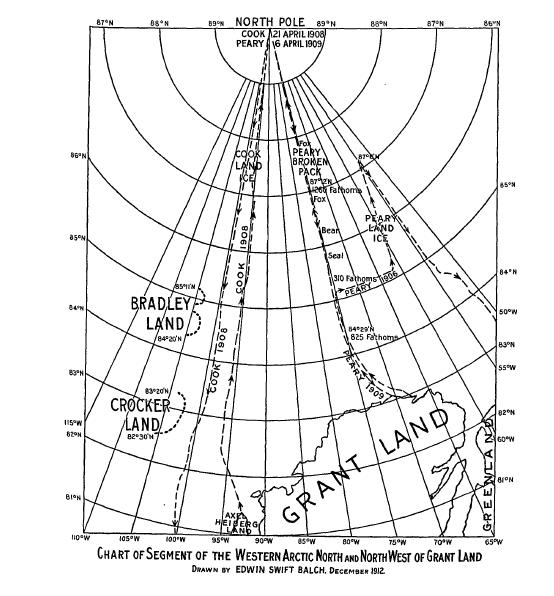
クロッカー島があるとされた場所。

クロッカー島（クロッカーとう、Crocker Land）は、探検家ロバート・ピアリーが1906年の探検中にアクセルハイバーグ島トマス・ハバード岬 (Cape Thomas Hubbard) から北西のほうに離れた場所で見たとされる陸地。ピアリーはその場所を北緯83度西経100度付近であると推定した。今日ではその場所に陸地は存在しないことが判明しており、ピアリーが見たものはファタ・モルガーナ（蜃気楼の一種）だろうとされている。
1913年、ドナルド・バクスター・マクミラン (Donald Baxter MacMillan) が探検隊を組織しクロッカー島探索に向かった。もちろん、クロッカー島が見つかるはずはなかった。この探検隊は災難に見舞われた。最初の船は船長が酒に酔い座礁してしまった。またイヌイットのガイドの一人が探検隊のメンバーによって射殺されるという事件もあった。最後には探検隊は立ち往生し、救助されるまで4年かかった。
1937年から1938年のマクレガー北極探検により始まった近代的な空からの写真撮影により、クロッカー島の存在は否定された。